# Tate & Lyle

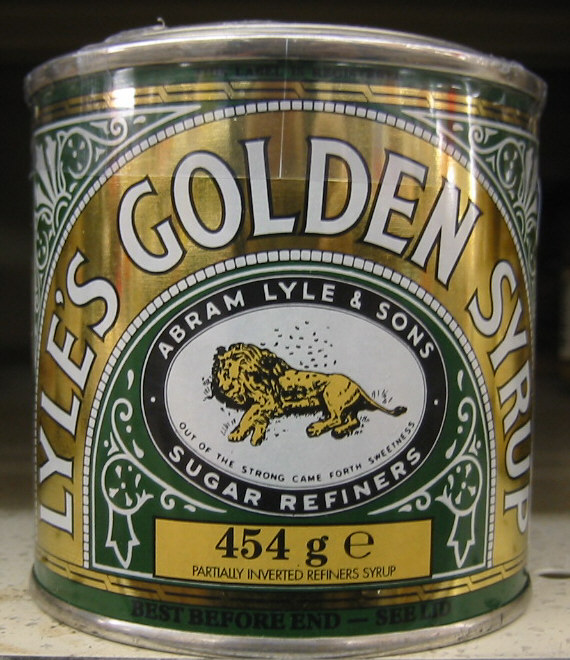
„Golden Syrup“

Tate & Lyle plc ist ein im FTSE 250 Index unter dem Namen TATE gelistetes international tätiges britisches Wirtschaftsunternehmen, das vorrangig im Bereich der Herstellung und Vermarktung von Nahrungsmitteln aktiv ist. Das Unternehmen stellt neben Nahrungsmitteln auch Nahrungsergänzungsmittel und Tierfutter her.

## Geschichte
Das Unternehmen wurde 1921 durch eine Fusion der zwei rivalisierenden Zuckerraffinerien Henry Tate & Sons und Abram Lyle & Sons gegründet.
Der Fassbinder und Schiffseigentümer Abram Lyle erwarb im Jahr 1865 in Greenock und dann in Plaistow Kenntnisse über die Zuckerraffination. Henry Tate (1819–1899) begann sein Geschäft 1869 in Liverpool und expandierte später nach London. Einen Teil seiner Gewinne als Industrieller benutzte er, um 1897 in London die Tate Gallery zu gründen.

Beide Unternehmen besaßen große Raffinerien in Silvertown, bis sie ihre Unternehmen im Jahre 1921 unter dem Namen Tate & Lyle plc zur Fusion führten.
1985 erwarb Tate & Lyle den insolventen US-amerikanischen Konkurrenten Great Western Sugar Company.

## Unternehmenstätigkeit
Das Unternehmen ist in Großbritannien bekannt für seine aus Zuckerrohr raffinierten Zuckerprodukte, insbesondere für die Marke „Lyle’s Golden Syrup“. 2007 bestätigte das Guinness World Records „Lyle’s Golden Syrup“ als älteste unveränderte Markenverpackung der Welt. Das Logo zeigte seit 1881 einen verwesenden Löwen, umschwärmt von Bienen, die einen Stock in ihm gegründet haben. Es beruht auf einer Darstellung im Buch der Richter. Dieses lautet: „Speise ging von dem Fresser und Süßigkeit von dem Starken.“
1949 stellte das Unternehmen die Marke „Mr Cube“ als Teil einer Marketingkampagne vor. Der dunkle Zuckerrohrsirup von Lyle heißt Black Treacle und ist sehr geschmacksintensiv; er wird für zahlreiche original englische Rezepte benötigt. Das Zuckergeschäft samt Marke wurde im Juli 2010 an American Sugar Refining verkauft.
Tate & Lyle ist der einzige Hersteller von Sucralose (Handelsmarke „Splenda“), einem Zuckersubstitut, das von PepsiCo, General Mills, Unilever und anderen Herstellern verwendet wird.
Im Zusammenhang mit den öffentlichen Diskussionen sowie den Empfehlungen von Gesundheitsorganisationen, den Konsum von Zucker und zuckerhaltigen Nahrungsmitteln zu reduzieren, bringt Tate & Lyle zunehmend Produkte auf den Markt, die einen geringen bzw. reduzierten Zuckergehalt aufweisen und mithin gar keinen Zucker enthalten.
Im Februar 2024 stellte das Unternehmen nach über 150 Jahren ein neues Logo vor, in dem die bisherige biblische Darstellung einem stilisierten Löwenkopf und einer Biene wich. Das alte Logo werde jedoch weiterhin auf der Dose des „Classic Golden Syrup“ abgebildet.
Tate & Lyle erwirtschaftet 80 Prozent seines Umsatzes in den Vereinigten Staaten von Amerika.